# 夏琨塔拉·戴维
夏琨塔拉·戴維（又譯為萨昆塔拉·德维，1929年11月4日—2013年4月21日），女性，生於印度班加羅爾，是神童和著名心算家，有「人脑计算机」的美称。曾在28秒内心算出两个随机的13位数的乘积，并因这不可思议的计算能力而列入1982年版的《吉尼斯世界纪录》。
雖然有報道將夏琨塔拉·戴維稱作「數學家」，但她並非真正意義上的數學家，因為研究數學和心算這兩種思維活動完全不同。

## 生平
夏琨塔拉·戴維出生在印度班加羅爾市的一個正統康納達語的婆羅門家庭。她的父親因不願在廟中作一名祭司，於是便加入了馬戲團作一名空中飛人、馴獸師、並表演走鋼絲、變魔術。當戴維約三歲時，她的父親就教她玩撲克牌的把戲，並發現她有熟記數字的能力。於是她的父親就離開了馬戲團，帶她到路上表演快速且大量複雜的數字運算，而戴維在沒有接受任何相關的正規教育下竟也能做到。六歲時，戴維就在邁索爾大學展現了她驚人的運算及記憶能力。
1944年，戴維與其父親移居倫敦。到了1960年代中期，便回到了印度並嫁給一位加爾各答的行政服務官員Paritosh Bannerji，後於1979年離婚。到了1980年代初期，戴維又回到了班加羅爾。
戴維曾到世界各地展示她的算術天份，如1950年的歐洲之旅、以及1976年在紐約的表演。1988年，她再次到美國，並讓柏克萊加州大學的心理學教授亞瑟·傑森對她的能力進行研究。傑森在幾個任務中測試戴維的績效，其中包括了計算很大的數字。例如，計算61,629,875的立方根，以及170,859,375的七次方根。傑森在其報告中說，在他還沒來得及把上述的數學問題記好在筆記本之前，戴維就已能夠給出解答了（以上的答案分別是395以及15）。1990年，傑森將其發現發表在心理學的學術期刊《智力》上。
除了作為一名心算家之外，戴維也是一名占星家並有多種著作，如食譜以及虛構小說。

## 成就
- 1977年，戴維在美國與電腦同台競技，看誰先算出188,132,517的立方根，結果她贏了。同年，在南美以美大學，她被要求計算一個201位數字的23次方根，並僅以50秒便得出了答案。[1][4]她的答案「546,372,891」經由美國標準局Univac 1101電腦的計算得到了證實。為此，還有一套特別寫好了的程式以進行這樣龐大的運算。[12]
- 1980年6月18日，戴維示範將兩個由倫敦帝國學院的計算機系所隨機選取的13位數字進行相乘（7,686,369,774,870 × 2,465,099,745,779），結果僅花28秒便得出了正確答案「18,947,668,177,995,426,462,773,730」。[2][3]這件事被記載在1982年的《金氏世界紀錄》之中。[2][3]

## 同性戀著作
1977年她於印度發表了第一篇同性戀研究。在"For Straights Only"文獻中，她提到了她的興趣來源是由她嫁給了一個同性戀男性，因此渴望進一步研究同性戀來瞭解。

## 逝世
2013年4月，戴維因呼吸系統問題而住進印度班加羅爾的一家醫院，兩周內併發心、腎臟病。2013年4月21日，戴維於醫院逝世，享年83歲，身後留有一女Anupama Banerji。

## 紀念
2013年11月4日，Google在她的84歲冥誕當天，將Google首頁的商標改為一個電子計算器及她的頭像以茲紀念。

## 著作
以下為戴維的一些著作：
- Puzzles to Puzzle You (New Delhi: Orient, 2005). ISBN 978-81-222-0014-0
- More Puzzles to Puzzle You (New Delhi: Orient, 2006). ISBN 978-81-222-0048-5
- Book of Numbers (New Delhi: Orient, 2006). ISBN 978-81-222-0006-5
- Perfect Murder (New Delhi: Orient, 1976), OCLC 3432320
- The World of Homosexuals (Vikas Publishing House, 1977), ISBN 978-0706904789
- Figuring: The Joy of Numbers (New York: Harper & Row, 1977), ISBN 978-0-06-011069-7, OCLC 4228589
- In the Wonderland of Numbers (New Delhi: Orient, 2006). ISBN 978-81-222-0399-8
- Super Memory: It Can Be Yours (New Delhi: Orient, 2011). ISBN 978-81-222-0507-7; (Sydney: New Holland, 2012). ISBN 978-1-74257-240-6, OCLC 781171515
- Mathability: Awaken the Math Genius in Your Child (New Delhi: Orient, 2005). ISBN 978-81-222-0316-5
- Astrology for You (New Delhi: Orient, 2005). ISBN 978-81-222-0067-6

## 外部連結
- 晶片比不上腦細胞：夏琨塔拉·戴維 （页面存档备份，存于）
- 訪談夏琨塔拉·戴維 （页面存档备份，存于）